# Santa Comba (Bande)
Santa Comba (llamada oficialmente San Trocado de Santa Comba) es una parroquia y un lugar español del municipio de Bande, en la provincia de Orense, Galicia.

## Toponimia
La parroquia también es conocida por el nombre de San Torcuato de Santa Comba.

## Organización territorial
La parroquia está formada por seis entidades de población:
- As Forcadas
- Mexide
- O Pazo
- Porto-Quintela
- Quintela
- Santa Comba

## Demografía

### Parroquia
| Gráfica de evolución demográfica de Santa Comba (parroquia) entre 2000 y 2021 |
|                                                                               |
| Datos según el nomenclátor publicado por el INE.                              |

### Lugar
| Gráfica de evolución demográfica de Santa Comba (lugar) entre 2000 y 2021 |
|                                                                           |
| Datos según el nomenclátor publicado por el INE.                          |